# 指輪の仲間
指輪の仲間（ゆびわのなかま、Fellowship of the Ring）とは、J・R・R・トールキンの中つ国を舞台とした小説、『指輪物語』に登場する、一つの指輪をオロドルインの滅びの罅裂へと捨てる使命を帯びたホビットのフロド・バギンズと、その仲間として裂け谷のエルロンドによって選ばれた8人の総称である。
『指輪物語』の第一部の表題、『旅の仲間（The Fellowship of the Ring）』と英語においては同じ名称であるが、邦訳の作中では指輪の仲間と訳されている。また作中では多くの場合「Company of the Ring」と記されているが、邦訳は同じく「指輪の仲間」である。
別称として、「指輪隊（Ring's Company）」、「九人の徒歩の者（Nine Walkers）」などがある。

## 仲間たち
第三紀の3018年10月25日。裂け谷において「エルロンドの会議」がひらかれた。各地に住む自由の民の代表たちの前で、一つの指輪の来歴が明らかにされ、今後の処遇が検討された。一つの指輪をモルドールの火の山へと運び破壊するべし、とエルロンドは告げ、指輪の運び手としてホビットのビルボとフロドが名乗りを上げた。エルロンドはフロドを運び手に選び、さらにフロドの供のものとしてサムの同行を許した。
12月18日。エルロンドはフロドとともに徒歩で旅立つ「指輪隊」の総数を、指輪の幽鬼が9人であることから9人と定めた。フロドとサムに加えてガンダルフと、エルフの代表としてレゴラス、ドワーフの代表としてギムリ、人間の代表としてアラゴルンを選んだ。さらにミナス・ティリスへ帰るために同じ道を行くボロミアも選ばれた。エルロンドは、指輪隊の残りの2人について裂け谷の家中から選ぶことも考えていたが、フロドの友人たち、メリーとピピンの立候補があり、ガンダルフの推薦もあってそれを受け入れた。かくして9人が決定し、12月25日に裂け谷を出発した。
- フロド・バギンズ - ホビット。指輪の発見者ビルボ・バギンズの養子で、その財産と指輪を相続した指者所持者。
- サムワイズ・ギャムジー - ホビット。バギンズ家に仕える出入りの庭師で、忠実な従者でもある。
- メリアドク・ブランディバック - ホビット。バック郷館主の一人息子であり、フロドの親族である教養あるホビット。エルロンドには反対されたが、ガンダルフの推薦によって選ばれた。
- ペレグリン・トゥック - ホビット。フロドの親族で、まだ成年に達していない若者であったため、エルロンドには強く反対されたが、ガンダルフの推薦によって選ばれた。
- ガンダルフ - 自由の民を鼓舞し続ける魔法使いにして、冥王の敵。一行の指導者。
- アラゴルン - 野伏の「馳夫」と渾名される放浪者。その正体はサウロンが倒されたとき一つの指輪を取ったイシルドゥアの末裔で、北方王国アルノールのドゥーネダインの族長。
- レゴラス - シンダール・エルフ。闇の森のスランドゥイル王の息子。弓の名手。
- ギムリ - ドワーフ。ビルボが指輪を持ち帰った旅に同行した仲間グローインの息子。戦斧を使う。
- ボロミア - 南方王国ゴンドールの執政デネソールの長子にして、勇猛な大将。

## 旅路
このメンバーは、一つの指輪にまつわる世代を超えた因縁や夢のお告げなど、不可思議な縁によって裂け谷にある最後の憩いの館に集まった者たちより選抜された。また、サウロンの僕たる指輪の幽鬼に対抗する意図から9人に定められた。その各々が共通の敵であるサウロンの力の精髄である一つの指輪を葬るための危険な探索行に同行することを自らの意思で同意したとはいえ、その胸中にはそれぞれの複雑な思いを抱いている。ガンダルフは物語の早い段階でバルログと対峙して、この脅威から一行を逃すため、モリアの坑道奥深くの裂け目に姿を消す。

### 一行の離散
一つの指輪は、その秘められた力により、所有者のみならず周囲にいる任意の者の心を捻じ曲げる。このため指輪の力に魅入られたボロミアは最初フロドを懐柔して指輪ごとゴンドールへ導き、予測されるサウロンとの衝突に際して指輪の力を借りようとしたが、指輪の誘惑を身をもって知るフロドにゴンドールへの立ち寄りを拒否されると、これを襲って指輪を奪おうとした。
この事件が一行が離散するきっかけとなり、ボロミアはフロドを襲ってしまった悔恨の内にオークとウルク＝ハイの集団と戦って討ち死に、フロドは単身探索行の続行を決意するも機転を利かせたサムワイズ（サム）を振り切れず共にモルドールの影の下に進む最も困難な道程へ歩を進めた。ペレグリン（ピピン）とメリアドク（メリー）はオークたちに捕らえられ、アラゴルン・レゴラス・ギムリはさらわれたピピンとメリーを奪回すべく、不眠不休でオークたちを追跡、完全に一行は離れ離れになってしまった。

### 再会
こうして不幸のうちに離散した指輪隊であったが、後に九死に一生を得て「白のガンダルフ」となったガンダルフがアラゴルンたちと合流、更に自力で脱出してエントに保護されたピピンとメリーは、廃墟となったサルマンの砦のアイゼンガルドで再会を果たす。一方のフロドとサムは指輪への渇望から追跡してきたスメアゴルを逆に捕らえて同行、モルドールに潜入し、様々な危険をかいくぐって、ついには一つの指輪を滅ぼしたが、ガンダルフらと再会を果たすのはその後である。
亡くなったボロミアを除く仲間たちは、サウロンがその強大な力の大半を移した一つの指輪を失って滅びて後、イシリエンの地で再会を果たした。

### その後
後にその各々が帰路につくにあたり、しばらくは一緒に旅をした。その道程で各々の帰るべき場所へと別れていったが、アラゴルンが別れ際に口にした「指輪の仲間」として互いに強い絆で結ばれ、その交流は長く続いた。
中つ国での役目を終えたフロドとガンダルフは、第三紀の終わりに不死の国へと旅立っていった。サムはホビット庄に残って庄長を7期も勤めたが、一度は指輪を担ったものとして、最後はやはり西方に渡っていった。
アラゴルンは再統一王国の王として120年間統治を続けた後、息子のエルダリオンに王位を譲ってこの世を去った。王の棺の隣にはメリーとピピンの棺が並べられたという。
イシリエンで暮らしていたレゴラスと、燦光洞（アグラロンド）の主となっていたギムリは、アラゴルンの死後に不死の国へ船出した。こうして指輪の仲間はみな中つ国から姿を消したのだった。